# Lycopodium interjectum
Lycopodium interjectum là một loài thực vật có mạch trong Họ Thạch tùng. Loài này được Ching & H.S. Kung mô tả khoa học đầu tiên năm 1982.